# Mesure de Radon
Ne pas confondre avec la mesure physique du radon.
Une mesure de Radon est une mesure borélienne sur un espace séparé qui est intérieurement régulière et localement finie.
Elle doit son nom au mathématicien autrichien Johann Radon.

## Exemple
La mesure de Lebesgue sur un espace euclidien (restreinte aux boréliens) est de Radon.